# 穆洛
穆洛（義大利語：Murlo），是意大利托斯卡纳大区锡耶纳省的一个市镇。总面积114.79平方公里，人口2408人，人口密度21.0人/平方公里（2009年）。ISTAT代码为052019。